# Patrick Swirc
Patrick Swirc est un photographe français né en 1961 à Montbrison, connu principalement pour ses portraits de célébrités.
Il collabore régulièrement avec la presse magazine (Télérama, etc.) et réalise aussi des photos de voyages.
Il est représenté par l'agence Modds.
Il travaille avec un Rollei, un Leica, un Nikon ou une Deardoff 20x25, mais un seul à la fois.

## Expositions
- Rencontres d'Arles, 2008
- Février-mai 2015, « Voyages photographiques » Théâtre de la Photographie et de l’Image - Nice